# بلنیخینو
بلنیخینو (انگلیسی: Belenikhino) یک شهرک در بخش پروخوروفسکی استان بلگورود کشور روسیه است.